# Harold Holding
Harold Evelyn Holding (ur. 12 kwietnia 1883, zm. 20 lipca 1925) – brytyjski lekkoatleta.
Brał udział w biegu na 800 metrów na Letnich Igrzyskach Olimpijskich 1908, w swojej pierwszej serii półfinałowej zajął trzecie miejsce i nie awansował do finału.